# Scopula subtaeniata
Scopula subtaeniata là một loài bướm đêm trong họ Geometridae.